# Giải đua ô tô Công thức 1 Hà Lan 2023
Giải đua ô tô Công thức 1 Hà Lan 2023 (tên chính thức là Formula 1 Heineken Dutch Grand Prix 2023) là một chặng đua Công thức 1 được tổ chức vào ngày 27 tháng 8 tại trường đua Zandvoort ở Zandvoort, Hà Lan, và là chặng đua thứ 13 của giải đua xe Công thức 1 2023.

## Bối cảnh

### Bảng xếp hạng trước cuộc đua
Sau giải đua ô tô Công thức 1 Bỉ, Max Verstappen dẫn đầu trước Sergio Pérez (189 điểm) và Fernando Alonso (179 điểm) trong bảng xếp hạng các tay đua với 314 điểm. Trong bảng xếp hạng các đội đua, Red Bull Racing tiếp tục dẫn đầu trước Mercedes (247 điểm) và Aston Martin (196 điểm) với 503 điểm.

### Lựa chọn bộ lốp
Nhà cung cấp lốp xe Pirelli cung cấp các bộ lốp hạng C1, C2 và C3 (được chỉ định lần lượt là cứng, trung bình và mềm) để các đội sử dụng tại sự kiện này.

### Thay đổi tay đua
Liam Lawson đã ra mắt Công thức 1 tại cuộc đua này để thay thế cho tay đua AlphaTauri Daniel Ricciardo sau khi xuơng bàn tay trái của Ricciardo bị gãy trong buổi tập thứ hai.

## Tường thuật

### Buổi tập
Trong buổi tập đầu tiên, Max Verstappen lập thời gian nhanh nhất là 1:11,852 phút trước Fernando Alonso và Lewis Hamilton. Ferrari là đội đầu tiên của mùa giải sử dụng tay đua trẻ trong buổi tập này khi Robert Schwarzman tiếp quản chiếc xe đua của Sainz jr. cho buổi tập này.
Trong buổi tập thứ hai, Lando Norris lập thời gian nhanh nhất với 1:11,330 phút trước Verstappen và Alexander Albon. Trong buổi tập này, Oscar Piastri và Daniel Ricciardo va chạm ở khúc cua số 3. Sau vụ va chạm này, Piastri không bị hề hấn gì trong khi Ricciardo được đưa đến bệnh viện địa phương để kiểm tra thêm và được xác định rằng anh bị gãy xương cổ tay của tay trái. Liam Lawson được đề cử làm tay đua thay thế và tiếp quản chiếc xe AlphaTauri của Ricciardo trong phần còn lại của sự kiện này. Anh chính thức ra mắt Công thức 1 lần đầu tiên trong suốt sự nghiệp đua xe của mình.
Trong buổi tập thứ ba, Verstappen lập lập thời gian nhanh nhất là 1:21,631 phút trước George Russell và Sergio Pérez.

### Vòng phân hạng
Vòng phân hạng bao gồm ba phần với thời gian chạy 45 phút. Trong phần đầu tiên (Q1), các tay đua có 18 phút để tiếp tục tham gia phần thứ hai vòng phân hạng. Tất cả các tay đua đạt được thời gian trong phần đầu tiên với thời gian tối đa 107% thời gian nhanh nhất được phép tham gia cuộc đua. 15 tay đua nhanh nhất lọt vào phần tiếp theo. Albon là tay đua nhanh nhất phần này. Sau khi Q1 kết thúc, cả hai tay đua của Alfa Romeo, Esteban Ocon, Kevin Magnussen và Lawson bị loại.
Phần thứ hai (Q2) kéo dài 15 phút và mười tay đua nhanh nhất của phần này đi tiếp vào phần thứ ba của vòng phân hạng. Verstappen là tay đua nhanh nhất phần này. Sau khi Q2 kết thúc, Lance Stroll, Pierre Gasly, Lewis Hamilton, Yuki Tsunoda và Nico Hülkenberg bị loại.
Phần cuối cùng (Q3) kéo dài mười hai phút, trong đó mười vị trí xuất phát đầu tiên được xác định sẵn. Trong những giây phút đầu tiên của Q3, Logan Sargeant đã va chạm ở khúc cua số 3 khi đường đua đang khô. Anh không hề hấn gì nhưng không thể tiếp tục tham gia Q3. Về cuối, Charles Leclerc đâm vào hàng rào giữa khúc cua số 9 và 10 và anh cũng không hề hấn gì. Với thời gian là 1:10,567, Verstappen giành vị trí pole trước Norris và Russell.

### Cuộc đua
Tất cả các tay đua đều bắt đầu cuộc đua với bộ lốp khô nhưng trời bắt đầu mưa ngay từ vòng đua đội hình. Tuy nhiên, không có tay đua nào quyết định đổi lốp ở cuối vòng đội hình để chuyển sang bộ lốp mưa trung gian. Chỉ khi vòng đua đầu tiên kết thúc, Pérez, Leclerc, Gasly, Chu Quán Vũ, Magnussen và cả hai tay đua AlphaTauri mới chuyển sang lốp mưa trung gian. Một vòng sau, Verstappen, Alonso, Sainz và Ocon theo sau, với Russell, Norris, Albon, Piastri, Stroll, Bottas, Hülkenberg, Hamilton và Sargeant vẫn còn ở ngoài đường đua. Cả Norris và Hamilton đều được các kỹ sư đua xe của họ khuyên ở lại càng lâu càng tốt, nhưng rõ ràng là các tay đua đã nhanh hơn đáng kể sau khi đổi  lốp trung gian. Tại vòng đua thứ 3, Pérez đã chiếm lấy vị trí dẫn đầu từ tay Russell với bộ lốp trung gian. Ngay sau đó, cả hai tay đua của Mercedes là Stroll, Hülkenberg và Norris đều chuyển sang lốp mưa trung gian. Ở vòng đua thứ 11, đường đua lại khô ráo trở lại. Chu Quán Vũ, Alonso, Sainz, Tsunoda, Ocon, Norris, Lawson, Stroll và cả hai tay đua của Mercedes đều chuyển sang bộ lốp khô. Một vòng sau, Verstappen, Gasly và Leclerc cũng làm điều tuơng tự. Pérez là tay đua cuối cùng chuyển sang bộ lốp khô ở vòng đua thứ 13 và anh bị đồng đội Verstappen vượt qua.
Ở vòng đua thứ 16, Sargeant bị mất lái và phải bỏ cuộc. Vụ va chạm này kích hoạt giai đoạn xe an toàn đầu tiên của cuộc đua. Cuộc đua được bắt đầu lại ở vòng đua thứ 22 và Verstappen đã duy trì vị trí dẫn đầu trước Pérez. Trong những vòng đua tiếp theo, bầu trời ngày càng tối hơn và một số tài xế được kỹ sư của họ thông báo rằng sẽ có nhiều mưa hơn. Chiếc xe của Leclerc bị hư hỏng phần gầm sau khi va chạm với Piastri và điều này khiến anh liên tục mất vị trí và cuối cùng đã phải bỏ cuộc ở vòng đua thứ 41.
Đến vòng đua thứ 60, trời lại bắt đầu mưa và dần dần, tất cả các tay đua chuyển sang bộ lốp mưa trung gian, ngoại trừ Ocon vì anh chuyển sang bộ lốp mưa. Mặc dù anh không hài lòng với chiến lược này, anh nhanh chóng nhận ra rằng mưa quá lớn đối với những tay đua với bộ lốp rung gian. Đầu tiên, Pérez trượt khỏi đường đua ở vòng đua thứ 63 do trượt nước ở Tarzanbocht, khiến anh tụt xuống vị trí thứ 3 sau Alonso. Một lúc sau, ở góc cua tương tự, Tsunoda, Chu Quán Vũ và Bottas trượt khỏi đường đua. Chu tông vào rào chắn và phải rút lui. Lúc đầu, chỉ có xe an toàn ảo được sử dụng, một số tay đua sau đó chuyển sang sử dụng lốp mưa. Ở vòng 64, cuộc đua được gián đoạn.
Vào lúc 5:14 chiều giờ địa phương, cuộc đua lại bắt đầu sau xe an toàn với các tay đua chỉ được phép sử dụng bộ lốp mưa trung gian. Sau hai vòng, chiếc xe an toàn quay trở lại làn pit và cuộc đua kết thúc trong bảy vòng cuối cùng. Ở pha cuối cùng này, Tsunoda và Russell va chạm lẫn nhau khiến Russell lại phải đổi lốp và tụt xuống vị trí cuối cùng. Tsunoda đã nhận một án phạt năm giây cho hành vi này và án phạt này được áp dụng cuối cuộc đua. Vào năm vòng đua còn lại, Pérez bị phạt 5 giây vì chạy quá tốc độ trong làn pit và án phạt này cũng được tính vào cuối vòng đua.
Verstappen giành chiến thắng cuộc đua chính trước Alonso và Gasly. Với chiến thắng này, Verstappen chính thức san bằng kỷ lục giành chín chiến thắng liên tiếp cúa Sebastian Vettel. Các tay đua còn lại ghi điểm trong cuộc đua này là Pérez, Sainz jr., Hamilton, Norris, Albon, Piastri và Ocon.

## Kết quả

### Vòng phân hạng
| Vị trí                   | Số xe | Tay đua          | Đội đua                      | Q1       | Q2       | Q3       | Vị trí xuất phát |
| ------------------------ | ----- | ---------------- | ---------------------------- | -------- | -------- | -------- | ---------------- |
| 1                        | 1     | Max Verstappen   | Red Bull Racing-Honda RBPT   | 1:20,965 | 1:18,856 | 1:10,567 | 01               |
| 2                        | 4     | Lando Norris     | McLaren-Mercedes             | 1:21,276 | 1:19,769 | 1:11,104 | 02               |
| 3                        | 63    | George Russell   | Mercedes                     | 1:21,345 | 1:19.620 | 1:11.294 | 03               |
| 4                        | 23    | Alexander Albon  | Williams-Mercedes            | 1:20,939 | 1:19,399 | 1:11,419 | 04               |
| 5                        | 14    | Fernando Alonso  | Aston Martin Aramco-Mercedes | 1:21,840 | 1:19,429 | 1:11,506 | 05               |
| 6                        | 55    | Carlos Sainz Jr. | Ferrari                      | 1:21,321 | 1:19,929 | 1:11,754 | 06               |
| 7                        | 11    | Sergio Pérez     | Red Bull Racing-Honda RBPT   | 1:21,972 | 1:19,856 | 1:11,880 | 07               |
| 8                        | 81    | Oscar Piastri    | McLaren-Mercedes             | 1:21,231 | 1:19,392 | 1:11,938 | 08               |
| 9                        | 16    | Charles Leclerc  | Ferrari                      | 1:22,019 | 1:19,600 | 1:12,665 | 09               |
| 10                       | 2     | Logan Sargeant   | Williams-Mercedes            | 1:22,036 | 1:20,067 | 1:16,748 | 10               |
| 11                       | 18    | Lance Stroll     | Aston Martin Aramco-Mercedes | 1:21,570 | 1:20,121 | –        | 11               |
| 12                       | 10    | Pierre Gasly     | Alpine-Renault               | 1:21,735 | 1:20,128 | –        | 12               |
| 13                       | 44    | Lewis Hamilton   | Mercedes                     | 1:21,919 | 1:20,151 | –        | 13               |
| 14                       | 22    | Yuki Tsunoda     | AlphaTauri-Honda RBPT        | 1:21,781 | 1:20,230 | –        | 171              |
| 15                       | 27    | Nico Hülkenberg  | Haas-Ferrari                 | 1:21,891 | 1:20,250 | –        | 14               |
| 16                       | 24    | Chu Quán Vũ      | Alfa Romeo-Ferrari           | 1:22,067 | –        | –        | 15               |
| 17                       | 31    | Esteban Ocon     | Alpine-Renault               | 1:22,110 | –        | –        | 17               |
| 18                       | 20    | Kevin Magnussen  | Haas-Ferrari                 | 1:22,192 | –        | –        | Làn pit2         |
| 19                       | 77    | Valtteri Bottas  | Alfa Romeo-Ferrari           | 1:22,260 | –        | –        | 18               |
| 20                       | 40    | Liam Lawson      | AlphaTauri-Honda RBPT        | 1:23,420 | –        | –        | 19               |
| Thời gian 107%: 1:26,604 |       |                  |                              |          |          |          |                  |

Chú thích:
- ^1  – Yuki Tsunoda bị tụt ba vị trí do cản trở Lewis Hamilton ở Q2.[9]
- ^2  – Kevin Magnussen vượt qua vị trí phân hạng ở vị trí thứ 18 nhưng anh buộc phải nhưng anh bắt buộc phải bắt đầu cuộc đua từ vị trí cuối cùng vì vượt quá số lượng các phần tử đơn vị năng lượng cho phép. Ngoài ra, anh cũng bị tụt mười vị trí do thay hộp hộp số mới và đường truyền động hộp số mới. Sau đó, anh được yêu cầu bắt đầu cuộc đua từ làn pit vì các thành phần mới đã được thay đổi mà không có sự chấp thuận của đại biểu kỹ thuật trong parc fermé.[9]

### Cuộc đua
| Vị trí                                                                                             | Số xe | Tay đua          | Đội đua                      | Số vòng | Thời gian/ Bỏ cuộc | Vị trí xuất phát | Số điểm |
| -------------------------------------------------------------------------------------------------- | ----- | ---------------- | ---------------------------- | ------- | ------------------ | ---------------- | ------- |
| 1                                                                                                  | 1     | Max Verstappen   | Red Bull Racing-Honda RBPT   | 72      | 2:24:04,411        | 1                | 25      |
| 2                                                                                                  | 14    | Fernando Alonso  | Aston Martin Aramco-Mercedes | 72      | + 3,744            | 5                | 191     |
| 3                                                                                                  | 10    | Pierre Gasly     | Alpine-Renault               | 72      | + 7,058            | 12               | 15      |
| 4                                                                                                  | 11    | Sergio Pérez     | Red Bull Racing-Honda RBPT   | 72      | + 10,0682          | 7                | 12      |
| 5                                                                                                  | 55    | Carlos Sainz Jr. | Ferrari                      | 72      | + 12,541           | 6                | 10      |
| 6                                                                                                  | 44    | Lewis Hamilton   | Mercedes                     | 72      | + 13,209           | 13               | 8       |
| 7                                                                                                  | 4     | Lando Norris     | McLaren-Mercedes             | 72      | + 13,232           | 2                | 6       |
| 8                                                                                                  | 23    | Alexander Albon  | Williams-Mercedes            | 72      | + 15,155           | 4                | 4       |
| 9                                                                                                  | 81    | Oscar Piastri    | McLaren-Mercedes             | 72      | + 16,580           | 8                | 2       |
| 10                                                                                                 | 31    | Esteban Ocon     | Alpine-Renault               | 72      | + 18,346           | 16               | 1       |
| 11                                                                                                 | 18    | Lance Stroll     | Aston Martin Aramco-Mercedes | 72      | + 20,087           | 11               |         |
| 12                                                                                                 | 27    | Nico Hülkenberg  | Haas-Ferrari                 | 72      | + 20,840           | 14               |         |
| 13                                                                                                 | 40    | Liam Lawson      | AlphaTauri-Honda RBPT        | 72      | + 26,147           | 19               |         |
| 14                                                                                                 | 77    | Valtteri Bottas  | Alfa Romeo-Ferrari           | 72      | + 27,388           | 18               |         |
| 15                                                                                                 | 22    | Yuki Tsunoda     | AlphaTauri-Honda RBPT        | 72      | + 29,8933          | 17               |         |
| 16                                                                                                 | 20    | Kevin Magnussen  | Haas-Ferrari                 | 72      | + 31,4104          | Làn pit          |         |
| 17                                                                                                 | 63    | George Russell   | Mercedes                     | 72      | + 55,754           | 3                |         |
| Bỏ cuộc                                                                                            | 24    | Chu Quán Vũ      | Alfa Romeo-Ferrari           | 62      | Tai nạn            | 15               |         |
| Bỏ cuộc                                                                                            | 16    | Charles Leclerc  | Ferrari                      | 41      | Sàn xe hỏng        | 9                |         |
| Bỏ cuộc                                                                                            | 2     | Logan Sargeant   | Williams-Mercedes            | 14      | Tai nạn            | 10               |         |
| Vòng đua nhanh nhất: Fernando Alonso (Aston Martin Aramco Mercedes) – 1:13,837 (vòng đua thứ 56)   |       |                  |                              |         |                    |                  |         |
| Tay đua xuất sắc nhất cuộc đua: Fernando Alonso (Aston Martin Aramco Mercedes), 20,9% số phiếu bầu |       |                  |                              |         |                    |                  |         |

Chú thích:
- ^1  – Bao gồm một điểm cho vòng đua nhanh nhất.[11]
- ^2  – Sergio Pérez về đích ở vị trí thứ ba nhưng bị tụt xuống vị trí thứ tư sau khi nhận một án phạt 5 giây sau cuộc đua vì vượt tốc độ ở làn pit.[12]
- ^3  – Yuki Tsunoda về đích ở vị trí thứ 13 nhưng bị tụt xuống vị trí thứ 15 sau khi nhận một án phạt 5 giây sau cuộc đua vì gây ra vụ va chạm với George Russell.[12]
- ^4  – Kevin Magnussen về đích ở vị trí thứ 15 nhưng bị tụt xuống vị trí thứ 16 sau sau khi nhận một án phạt 5 giây sau cuộc đua vì đã vượt quá khoảng cách chiều dài mười chiếc xe phía sau xe an toàn.[12]

## Bảng xếp hạng sau cuộc đua

### Bảng xếp hạng các tay đua
| Vị trí | Tay đua          | Đội đua                      | Số điểm | Thay đổi vị trí |
| ------ | ---------------- | ---------------------------- | ------- | --------------- |
| 1      | Max Verstappen   | Red Bull Racing-Honda RBPT   | 339     | +/-0            |
| 2      | Sergio Pérez     | Red Bull Racing-Honda RBPT   | 201     | +/-0            |
| 3      | Fernando Alonso  | Aston Martin Aramco-Mercedes | 168     | +/-0            |
| 4      | Lewis Hamilton   | Mercedes                     | 156     | +/-0            |
| 5      | Carlos Sainz Jr. | Ferrari                      | 102     | 2               |
| 6      | Charles Leclerc  | Ferrari                      | 99      | 1               |
| 7      | George Russell   | Mercedes                     | 99      | 1               |
| 8      | Lando Norris     | McLaren-Mercedes             | 75      | +/-0            |
| 9      | Lance Stroll     | Aston Martin Aramco-Mercedes | 47      | +/-0            |
| 10     | Pierre Gasly     | Alpine-Renault               | 37      | 2               |

- Lưu ý: Chỉ có mười vị trí đứng đầu được liệt kê trong bảng xếp hạng này.

### Bảng xếp hạng các đội đua
| Vị trí | Đội đua                      | Số điểm | Thay đổi vị trí |
| ------ | ---------------------------- | ------- | --------------- |
| 1      | Red Bull Racing-Honda RBPT   | 540     | +/-0            |
| 2      | Mercedes                     | 255     | +/-0            |
| 3      | Aston Martin Aramco-Mercedes | 215     | +/-0            |
| 4      | Ferrari                      | 201     | +/-0            |
| 5      | McLaren-Mercedes             | 111     | +/-0            |
| 6      | Alpine-Renault               | 73      | +/-0            |
| 7      | Williams-Mercedes            | 15      | +/-0            |
| 8      | Haas-Ferrari                 | 11      | +/-0            |
| 9      | Alfa Romeo-Ferrari           | 9       | +/-0            |
| 10     | AlphaTauri-Honda RBPT        | 3       | +/-0            |